# 安戸落悪水路
安戸落悪水路（やすどおとしあくすいろ）は、埼玉県幸手市・北葛飾郡杉戸町・春日部市を流れる河川である。

## 概要
起点付近にかつて存在していた、安戸沼ないし倉松沼と称される沼沢地にて新田開発を行った際、大島新田の北側の附廻堀として整備された排水路である。安戸落悪水路という名称はこの起点付近に存在していた安戸沼にちなんだものである。
倉松川との分流地点が安戸落悪水路の起点となる。全流路を通じほぼ市街地を流下する区間はなく、流域は主に水田などの農地となっている。大島新田を離れた後は倉松川の東方を倉松川に並行するように流下する。流末は利根川水系中川へと至り終点となる。流路の詳細に関しては下記の流路節を参照されたい。
現在、春日部市内の流域においては埼玉県の「水辺再生100プラン」が計画され、再整備が予定されている。

## 流路
- 起点：倉松川分流地点（幸手市大字戸島）
- 幸手市大字戸島の西部にて倉松川との分流地点が起点となり、大字戸島の南部を東へ流下する。この間、大島新田の北側を縁どるように流下する。
- 北葛飾郡杉戸町大字本島の中東部を東へと流下し、途中大島新田を縁どるように南へと曲流し流下する。
- 大字本島（西側）と大字佐左ヱ門（東側）の境界「開閉橋」の付近にて南へ大島新田の附廻堀（倉松川へ接続）を分水し、本流は東へと流路を変え大字佐左ヱ門を流下する。
- 大字佐左ヱ門の南部を東へと流下する。途中、中郷用水路が「伝蔵橋」の西側にて安戸落悪水路の下を伏せ越す。その後、南東へ流下する。
- 大字並塚に至った付近にてそれまでの南東より南南東方面へ流路を変え、大字並塚・大字才羽・大字北蓮沼の西部を流下する。
- 大字大塚に至った付近にて幾分それまでの南南東より南東へと流路を変え、大字大塚の西部を流下する。
- 大字並塚（北側）と春日部市不動院野（南側）の境界を流下し、やがて流域が不動院野となる。
- 不動院野・八丁目の北東部を南東へ流下する。
- 流域が樋籠の北部になり、北より流下してくる中川へと至り、合流・終点となる。
- 終点：中川

## 橋梁
- 上戸橋
- 大橋（埼玉県道26号境杉戸線）
- 浮合橋
- 本島橋
- 二本木橋
- 開閉橋
- 中道橋
- 伝蔵橋
- 根古橋（埼玉県道183号次木杉戸線）
- 中前橋

- 槐橋
- 五領新田橋
- 松源寺橋
- 下新田橋
- 蓮沼橋

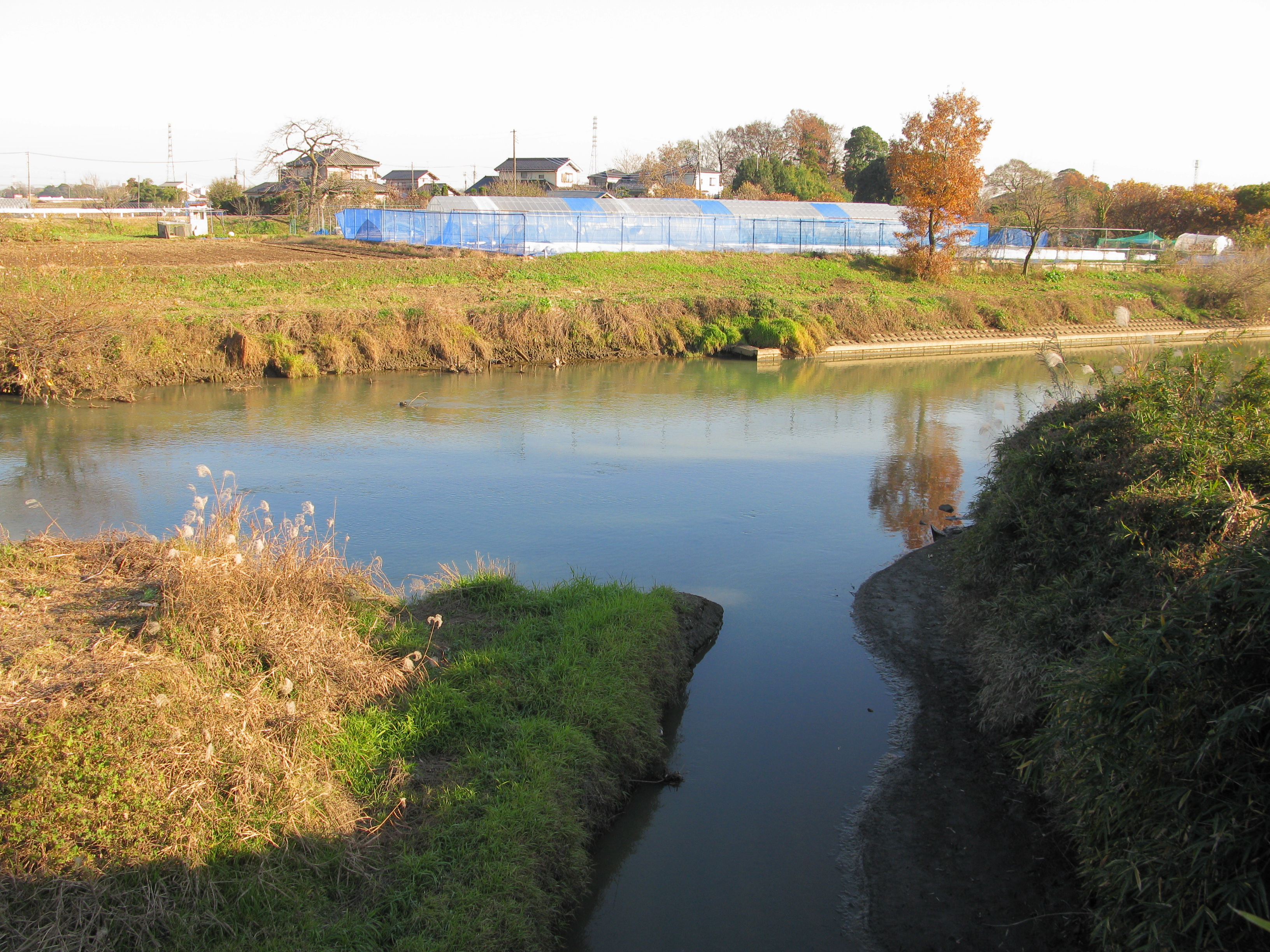
安戸落悪水路と中川の合流点

- 伝兵衛橋（埼玉県道319号惣新田春日部線）
- 安戸橋
- 幸松橋（埼玉県道320号西宝珠花春日部線）

## 周辺の施設
- 大島新田調整池
- 幸手領第三揚水機場
- 中郷用水路（交差水路）
- 第三配水場
- 道の駅アグリパークゆめすぎと
- 埼葛広域農道